# Лорейн Гари
Лорейн Гари (на английски: Lorraine Gary) е американска актриса.

## Биография
Родена е на 16 август 1937 г. в Ню Йорк в семейството на импресарио, но израства в Калифорния. Започва да се снима в телевизията в края на 60-те години. Придобива широка известност с участието си във филма „Челюсти“ („Jaws“, 1975) и неговите продължения.